# Animal Rights
Animal Rights ("Dierenrechten") is een Nederlands-Belgische dierenrechtenorganisatie. In Nederland is Animal Rights in 2009 geregistreerd als stichting, in België in 2015 als vereniging zonder winstoogmerk.
De organisatie werd vooral bekend door hun undercoverreportage van het exportslachthuis in Tielt. In november 2018 werden naar aanleiding van een conflict met het Nederland-georiënteerde bestuur twee bestuursleden van de Belgische afdeling, waaronder voorzitter Nadine Lucas en coördinator Benoit Van den Broeck, ontslagen en stapte een derde bestuurslid derde op uit solidariteit met de andere twee.

## Doelstellingen
Animal Rights streeft naar "harmonieuze, vreedzame en groene samenleving, waarbij de rechten en het welzijn van mensen en dieren gewaarborgd is." Daarbij komt AR zowel op voor in gevangenschap levende dieren als bedreigde in het wild levende dieren.
De organisatie ontstond in 2009 als actiegroep tegen dierenproeven. De vier thema's waarmee AR zich momenteel mee bezighoudt zijn het verbieden van dierproeven, bontkleding, jacht en slacht. Voor elk van deze fenomenen waar momenteel dieren voor voor worden gedood of uitgebuit biedt dan wel eist AR alternatieven.

## Methoden
Animal Rights had anno 2017 ongeveer 4000 donateurs en 5 fulltime betaalde medewerkers. Daarnaast heeft de groep enkele tientallen vrijwilligers die kunnen worden opgeroepen voor acties.
Animals Rights opereert zonder geweld. Wel worden er onder meer undercoverbeelden gemaakt in slachthuizen en boerderijen om dierenleed vast te leggen. Hierbij kan bijvoorbeeld erfvredebreuk worden gepleegd. Animal Rights rechtvaardigt deze acties door te stellen dat de onthulling van misstanden, waarbij dieren worden mishandeld of verwaarloosd, zwaarder weegt dan lichtere wetsovertredingen.

## Resultaten
In 2017 werd als reactie op beelden die Animal Rights had verspreid drie Belgische slachthuizen tijdelijk gesloten.